# Округа Республики Конго
Департаменты Республики Конго разделены подразделяются на 86 округов и 7 коммун; которые дополнительно подразделяются на городские сообщества и сельские сообщества ; которые, в свою очередь, подразделяются на районы или районы городов и деревни. Департаменты Браззавиль и Пуэнт-Нуар состоят из одной коммуны каждый, которые делятся на городские округа (округи).
Округа перечислены ниже по департаментам:

## Текущие округа

### Северное Конго
- Кювет

1. Бунджи
2. Луколела
3. Макуа
4. Моссака
5. Нгоко
6. Нтоку
7. Овандо
8. Ойо
9. Чикапика

- Западный Кювет

1. Келле
2. Мбама
3. Мбомо
4. Окойо
5. Эво
6. Этомби

- Ликуала

1. Бету
2. Буанела
3. Донгу
4. Ениелле
5. Епена
6. Импфондо
7. Лиранга

- Плато

1. Абала
2. Аллембе
3. Гамбома
4. Джамбала
5. Лекана
6. Макотипоко
7. Мбон
8. Мпуя
9. Нго
10. Олломбо
11. Онгони

- Санга

1. Мокеко
2. Нгбала
3. Пикунда
4. Сембе
5. Суанке

### Южное Конго
- Буэнза

1. Боко-Сонгхо
2. Каес
3. Кингуе
4. Лоудима
5. Мабомбо
6. Мадингу
7. Мойондзи
8. Мфоуати
9. Тсиаки
10. Ямба

- Куилу

1. Инда
2. Какамоэка (Kakamoueka in;[1] Kakamoeka in;[2] Kakamoéka in [3])
3. Мадинго-Кейе
4. Мвути
5. Нзамби
6. Чамба-Нзасси (Tchiamba Nzassi in;[1][2] Tchiamba-Nzassi in [3])

- Лекуму

1. Бамбама
2. Занага
3. Комоно
4. Майейе
5. Сибити

- Ниари

1. Банда
2. Дивени
3. Кибангу
4. Кимонго
5. Лондела-Кайе
6. Луваку
7. Майоко
8. Макабана
9. Мбинда
10. Мутамба
11. Ньянга
12. Северный Мунгунду
13. Южный Мунгунду
14. Яя

- Пул

1. Боко
2. Виндза
3. Гома Тсе-Тсе
4. Игние
5. Кимба
6. Киндамба
7. Кинкала
8. Луингуи
9. Лумо
10. Майама
11. Мбанза-Ндунга
12. Миндули
13. Нгабе

## Исторические округа
| Департамент    | Округа                                                               | Карта          |
| Северное Конго | Северное Конго                                                       | Северное Конго |
| -------------- | -------------------------------------------------------------------- | -------------- |
| Кювет          | 1. Бунджи 2. Луколела 3. Макуа 4. Моссака 5. Овандо 6. Ойо           |                |
| Западный Кювет | 1. Келле 2. Мбомо 3. Эво                                             |                |
| Ликуала        | 1. Донгу 2. Епена 3. Импфондо                                        |                |
| Плато          | 1. Абала 2. Гамбома 3. Джамбала 4. Лекана                            |                |
| Санга          | 1. Весо 2. Сембе 3. Суанке                                           |                |
| Южное Конго    |                                                                      |                |
| Буэнза         | 1. Боко-Сонгхо 2. Лоудима 3. Мадингу 4. Мойондзи 5. Мфоуати 6. Нкайи |                |
| Куилу          | 1. Какамоэка 2. Мадинго-Кейе 3. Мвути 4. Пуэнт-Нуар                  |                |
| Лекуму         | 1. Бамбама 2. Занага 3. Комоно 4. Сибити                             |                |
| Ниари          | 1. Дивени 2. Кибангу 3. Кимонго 4. Луваку 5. Майоко 6. Моссенджо     |                |
| Пул            | 1. Боко 2. Киндамба 3. Кинкала 4. Майама 5. Миндули 6. Нгабе         |                |